# Kazuaki Tasaka
Kazuaki Tasaka (Hiroshima, 3 agosto 1971) è un ex calciatore giapponese, allenatore del Tochigi.

## Palmarès

### Individuale
- Miglior giovane della J.League: 1

1994